# Sâne Vive
La Sâne Vive (ou Sâne) est une rivière bressane de l'Est de la France et un affluent de la Seille, donc un sous-affluent du Rhône par la Saône.

## Géographie
La Sâne Vive prend sa source à Lescheroux dans l'Ain, au lieu-dit les Platières, à 217 mètres d'altitude et se jette dans la Seille à la limite des communes de La Genête et de Brienne à une altitude de 174 mètres. Sa longueur totale est de 46,8 kilomètres.
Elle est appelée simplement « Sâne » après sa confluence avec la Sâne Morte.
Elle circule d'abord vers le nord, puis vers l'ouest et enfin vers le sud-ouest.

### Départements et communes traversés

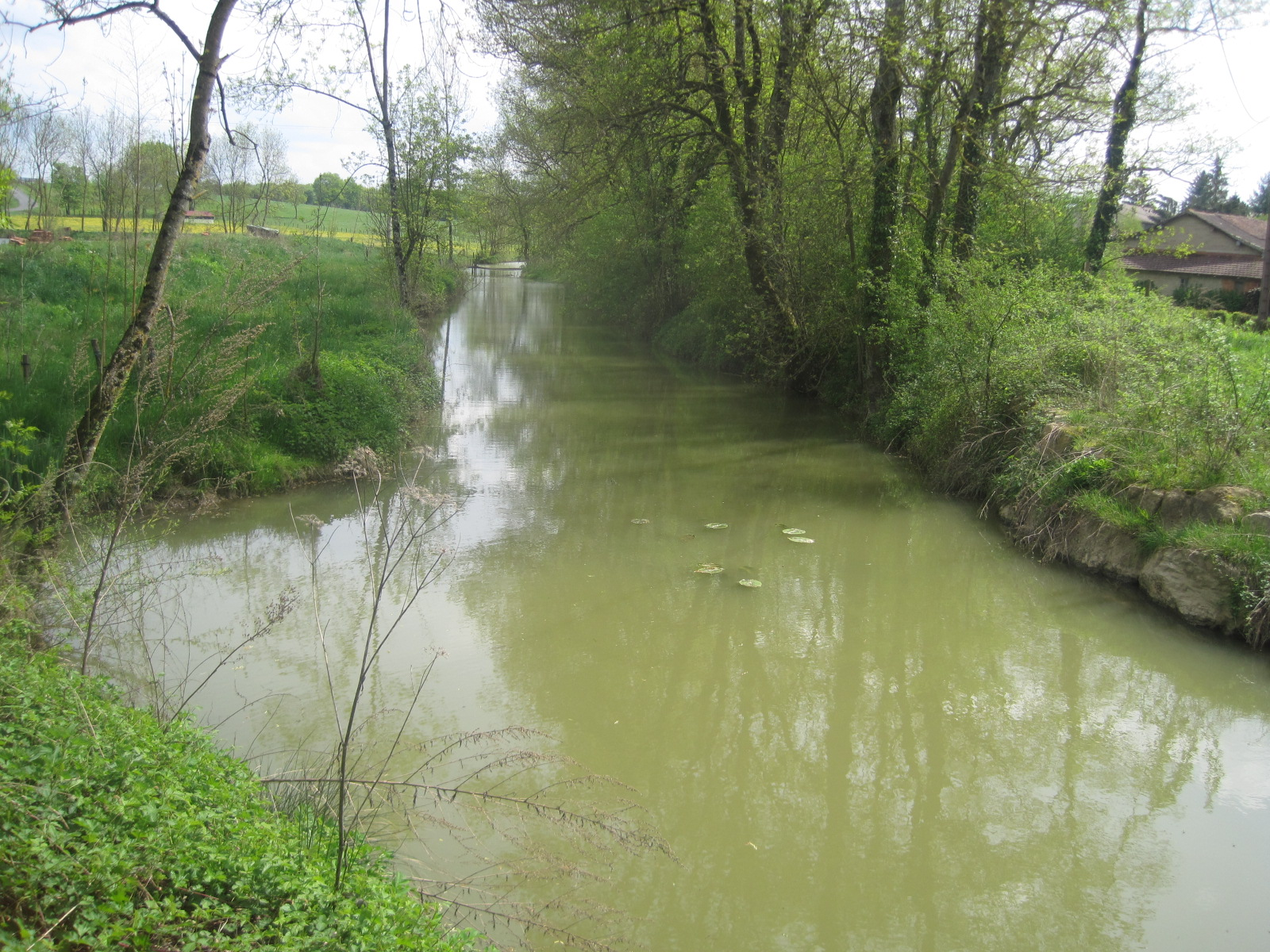
La Sâne Vive
à Montpont-en-Bresse.

La rivière traverse dix communes dans deux départements différents, :
- Saône-et-Loire
  - Montpont-en-Bresse, La Chapelle-Thècle, Jouvençon, Ménetreuil, La Genête, Brienne
- Ain
  - Lescheroux, Saint-Nizier-le-Bouchoux, Courtes, Curciat-Dongalon.

### Bassin versant
Le bassin versant des Sânes a une superficie de 293 km2, dont 127 km2 pour la Sâne Vive juste avant sa conflue avec la Sâne Morte. Il comprend notamment la commune de Montpont-en-Bresse tout entière.

## Affluents
La Sâne Vive a cinq affluents référencés :
- le ruisseau de Bonnacour, d'une longueur de 1,8 km, coule dans les communes de Lescheroux et de Saint-Nizier-le-Bouchoux[S 2] ;
- le Souchon, d'une longueur de 9,5 km, coule dans les communes de Vernoux, de Romenay et de Montpont-en-Bresse[S 3] ;
- la Voye, d'une longueur de 17,5 km, coule dans les communes de Chavannes-sur-Reyssouze, Vescours, Saint-Trivier-de-Courtes, Vernoux, Romenay et de La Chapelle-Thècle. Elle possède elle-même un affluent[S 4] ;
- le ruisseau des Fatys, d'une longueur de 5 km, coule dans les communes de Romenay et de La Chapelle-Thècle[S 5].
- la Sâne Morte, d'une longueur de 54,6 km, naît à Foissiat et de rang de Strahler trois. Selon le SANDRE, elle se jette dans la Sâne Vive à Ménetreuil, mais en réalité la Sâne résulte plutôt de la confluence entre la Sâne Vive et la Sâne Morte[dr 1]. La Sâne Morte possède elle-même cinq affluents référencés[S 6] ;

Donc son rang de Strahler est de quatre.

## Aménagements et écologie
Le bassin des Sânes a été fortement aménagé durant les années 1970 et 1980, notamment en coupant des méandres ou en arasant la végétation. Le but recherché était une désaturation plus rapide des sols après inondation, mais ceci a causé une accélération des débits des cours d'eau du bassin et une érosion accélérée de leurs berges.